# U.S. Agropoli 1921
Unione Sportiva Agropoli 1921 , hay còn được gọi tắt là Agropoli, là một câu lạc bộ bóng đá Ý có trụ sở tại Agropoli, Campania.

## Màu sắc và huy hiệu
Màu sắc của đội là trắng và xanh nhạt.

## Danh hiệu
- Eccellenza:
  - Vô địch (1): 2011-12